# KV47
KV47 i Konungarnas dal utanför Luxor i Egypten var begravningsplats för farao Siptah under Egyptens nittonde dynasti som avled 1186/1185 f.Kr.
Graven är uthuggen i den sydvästra grenen från den sydvästra wadin mitt emot KV13. Graven inleds med tre sluttande korridorer som följs av två kammare. Två ytterligare korridorer och en kammare leder vidare till en ofärdig kammare som avbrutits efter att grävarbetet bröt genom väggen in till KV32. Slutligen kommer den ej färdigställda gravkammaren med en sarkofag av granit. Gravkammaren har inga sidokammare. Bara de inledande korridorerna i graven är dekorerade, och motiven är från De dödas bok och från andra klassisk verk.
Graven är relativt stor (totalt 501 m²) och lång (totalt 125 m). Siptahs mumie har flyttats från KV47, och har hittats i KV35.
KV16 hittades 1905, och har sedan grävts ut i flera omgångar; 1905–1907, 1912–1913, 1922, 1994 och från 1999.